# Тирин (митология)
Тирин (Tiryns) в гръцката митология е син на Аргос (цар на Аргос) и Евадна, дъщеря на Стримон и Нера. По бащина линия е внук на Зевс и Ниоба.
Според Павзаний той е брат на Форбант. Според други източници той е син на тракийския речен бог Стримон и Евтерпа или Калиопа.